# John Stevens Cabot Abbott
John Stevens Cabot Abbott (Brunswick, 19 de setembro de 1805 – Connecticut, 17 de junho de 1877) foi um escritor americano. Fundou com seu irmão Jacob, em Boston, a escola de Mount-Vernon, que se tornou famosa pelo seu regulamento feito pelos próprios alunos, encarregados de velar pela sua execução; tomou parte na fundação em Nova Iorque, do Spingler Instituto, destinado ao ensino secundário das mulheres. Além de algumas obras em colaboração com Jacob, devem-se-lhe: Reis e rainhas, série de biografias; História da revolução francesa; História de Napoleão I (1855); etc.

## Carreira literária
Devido ao sucesso da sua obra A Mãe em Casa, dedica-se a partir de 1844 à literatura. Ele foi um escritor volumoso de livros sobre ética cristã e de histórias populares, que foram creditados por cultivar um interesse popular pela história. Ele é mais conhecido como o autor da amplamente popular História de Napoleão Bonaparte (1855), na qual os vários elementos e episódios da carreira de Napoleão são descritos. Abbott tem uma visão muito favorável em relação ao assunto em toda parte. Também entre suas principais obras estão: History of the Civil War in America (1863–1866), History of Napoleon III Emperor of the French (1868), e The History of Frederick II, Called Frederick the Great (New York, 1871). Ele também fez um prefácio para um livro chamado Life of Boone de W.M. Bogart, sobre Daniel Boone em 1876.
Sua biografia no The Biographical Dictionary of America (1906) afirma que a mente de Abbot era extremamente clara e ativa, e ele poderia deixar o assunto em mãos para algo totalmente diferente, e então retomar seu trabalho anterior sem o menor inconveniente, também ele foi abençoado com um temperamento singularmente uniforme; por sua bondade pessoal, assim como por seus livros, ele teve uma grande influência no mundo, ele continuou ativo no trabalho quase até a hora de sua morte, para a qual ele aguardou com alegria em vez de resignação. O autor anônimo de sua biografia na Encyclopædia Britannica (11th ed.) declarou: "Ele foi um escritor volumoso de livros sobre ética cristã e de histórias, que agora parecem não eruditos e indignos de confiança, mas foram valiosos em seu tempo no cultivo de um interesse popular pela história"; e que em geral, exceto que ele não escreveu ficção juvenil, seu trabalho em tema e estilo se assemelha ao de seu irmão, Jacob Abbott.